# Hobart International 2023
Hobart International 2023 — тенісний турнір, що проходив на кортах з твердим покриттям у місті Гобарт, Австралія з 9 січня . Належав до категорії WTA 250.

## Фінальна частина

### Одиночний розряд
Лорен Девіс —  Елізабетта Коччаретто 7–6(7–0), 6–2

### Парний розряд
Кірстен Фліпкенс /  Лаура Зігемунд —  Вікторія Голубич /  Панна Удварді 6–4, 7–5